# Neoperla hemiphaea
Neoperla hemiphaea är en bäcksländeart som beskrevs av Navás 1936. Neoperla hemiphaea ingår i släktet Neoperla och familjen jättebäcksländor. Inga underarter finns listade i Catalogue of Life.